# Пучнино (Ленинградская область)
Пучнино — деревня в Пашском сельском поселении Волховского района Ленинградской области.

## История
На карте Санкт-Петербургской губернии Ф. Ф. Шуберта 1834 года упоминается деревня Пучина, состоящая из 23 крестьянских дворов.

ПУЧНИНО — деревня принадлежит Казённому ведомству, число жителей по ревизии: 38 м. п., 55 ж. п. (1838 год)

Деревня Пучина отмечена на карте Ф. Ф. Шуберта 1844 года.

ПУЧКИНА — деревня Ведомства государственного имущества, по просёлочной дороге, число дворов — 17, число душ — 39 м. п. (1856 год)

ПУЧНИНА — деревня казённая при реке Козопаше, число дворов — 20, число жителей: 46 м. п., 56 ж. п. (1862 год)

Согласно карте из «Исторического атласа Санкт-Петербургской Губернии» 1863 года река на которой расположена деревня, называлась Коза-Паша.
Сборник Центрального статистического комитета описывал деревню так:

ПУЧНИНА — деревня бывшая государственная при реке Корните, дворов — 23, жителей — 96; лавка. (1885 год)

Согласно епархиальным сведениям 1899 года деревня относилась к приходу церкви Рождества Христова Пашского погоста в Надкопанье.
В конце XIX — начале XX века деревня административно относилась к Доможировской волости 3-го стана Новоладожского уезда Санкт-Петербургской губернии.
По данным «Памятной книжки Санкт-Петербургской губернии» за 1905 год деревня Пучнино «при речке Корните» входила в состав Князевского сельского общества.
В 1917 году деревня входила в состав Доможировской волости Новоладожского уезда.
С 1919 по 1927 год деревня Пучинино входила в состав Князевского сельсовета Пашской волости Волховского уезда.
С 1927 года в составе Пашского района. В 1927 году население деревни Пучинино составляло 100 человек.
С 1928 года в составе Карпинского сельсовета.
По данным 1933 года деревня называлась Пучинино и входила в состав Карпинского сельсовета Пашского района Ленинградской области.

Земли деревни Пучнино на карте 1940 года

С 1955 года в составе Новоладожского района.
В 1961 году население деревни Пучинино составляло 51 человек.
С 1963 года в составе Волховского района.
По данным 1966, 1973 и 1990 годов деревня Пучнино входила в состав Пашского сельсовета Волховского района.
В 1997 году в деревне Пучнино Пашской волости проживали 17 человек, в 2002 году — 33 человека (русские — 97 %).
В 2007 году в деревне Пучнино Пашского СП — 19, в 2010 году — 20.

## География
Деревня расположена в северо-восточной части района близ автодороги 41К-193 (Паша — Загубье).
Расстояние до административного центра поселения — 9 км.
Расстояние до ближайшей железнодорожной станции Паша — 8 км.
Деревня находится на правом берегу реки Косопаша, близ её истока из реки Паша.

## Демография
| 1838 | 1862 | 1885 | 1997 | 2002 | 2007 | 2010 |
| ---- | ---- | ---- | ---- | ---- | ---- | ---- |
| 93   | ↗102 | ↘96  | ↘17  | ↗33  | ↘19  | ↗20  |
| 2012 | 2017 |      |      |      |      |      |
| ↗22  | ↘13  |      |      |      |      |      |

### Национальный состав
Согласно данным Всероссийской переписи населения 2021 года в деревне проживали 17 человек, из них:
 русские — 16, украинцы — 1 человек.